# Synanthedon decipiens
Synanthedon decipiens (tên tiếng Anh: Oakgall Clearwing hoặc Oak Gall Borer) là một loài bướm đêm thuộc họ Sesiidae. Nó được tìm thấy ở miền đông Bắc Mỹ.
Sải cánh dài khoảng 12 mm. The moths are on wing vào tháng 6.
This species emerges from woody cây sồi galls.